# Campeonato Asiático de Lucha
El Campeonato Asiático de Lucha es la competición del deporte de lucha muy importante a nivel asiático. Es organizado desde 1979 por la Federación Internacional de Luchas Asociadas (FILA) y Comité Asiático de Luchas Asociadas (CALA-AAWC). Actualmente se realiza cada año. 

## Competiciones
| Edition | Year | Host                      | Events |
| ------- | ---- | ------------------------- | ------ |
| 1       | 1979 | Jalandhar, India          | 10     |
| 2       | 1981 | Lahore, Pakistán          | 10     |
| 3       | 1983 | Teherán, Irán             | 20     |
| 4       | 1987 | Mumbai, India             | 20     |
| 5       | 1988 | Islamabad, Pakistán       | 10     |
| 6       | 1989 | Ōarai, Japón              | 20     |
| 7       | 1991 | India / Irán              | 20     |
| 8       | 1992 | Teherán, Irán             | 20     |
| 9       | 1993 | Mongolia / Japón          | 20     |
| 10      | 1995 | Manila, Filipinas         | 20     |
| 11      | 1996 | Xiaoshan, China           | 29     |
| 12      | 1997 | Irán / Taiwán             | 22     |
| 13      | 1999 | Taskent, Uzbekistán       | 22     |
| 14      | 2000 | China / Corea del Sur     | 22     |
| 15      | 2001 | Ulán Bator, Mongolia      | 22     |
| 16      | 2003 | Nueva Delhi, India        | 21     |
| 17      | 2004 | Irán / Kazajistán / Japón | 21     |
| 18      | 2005 | Wuhan, China              | 21     |
| 19      | 2006 | Alma Ata, Kazajistán      | 21     |
| 20      | 2007 | Biskek, Kirguistán        | 21     |

| Edition | Year | Host                     | Events |
| ------- | ---- | ------------------------ | ------ |
| 21      | 2008 | Jeju City, Corea del Sur | 21     |
| 22      | 2009 | Pattaya, Tailandia       | 21     |
| 23      | 2010 | Nueva Delhi, India       | 21     |
| 24      | 2011 | Taskent, Uzbekistán      | 21     |
| 25      | 2012 | Gumi, Corea del Sur      | 21     |
| 26      | 2013 | Nueva Delhi, India       | 21     |
| 27      | 2014 | Astana, Kazajistán       | 24     |
| 28      | 2015 | Doha, Catar              | 24     |
| 29      | 2016 | Bangkok, Tailandia       | 24     |
| 30      | 2017 | Nueva Delhi, India       | 24     |
| 31      | 2018 | Biskek, Kirguistán       | 30     |
| 32      | 2019 | Xi'an, China             | 30     |
| 33      | 2020 | Nueva Delhi, India       | 30     |
| 34      | 2021 | Alma Ata, Kazajistán     | 30     |

1989 19G,21S

## Junior Editions

### Asian Junior Wrestling Championships
| Edition | Year | Host City                         | Events |
| ------- | ---- | --------------------------------- | ------ |
| 1       | 1981 | Hisar, India                      | 10     |
| 2       | 1985 | Tokio, Japón                      | 20     |
| 3       | 1998 | Alma Ata, Kazajistán              | 20     |
| 4       | 1999 | Teherán, Irán                     | 18     |
| 5       | 2000 | Nueva Delhi, India                | 26     |
| 6       | 2002 | Mashhad, Irán                     | 18     |
| 7       | 2004 | Alma Ata, Kazajistán              | 24     |
| 8       | 2005 | Jeju Island, Corea del Sur        | 24     |
| 9       | 2006 | Abu Dhabi, Emiratos Árabes Unidos | 24     |
| 10      | 2007 | Manila, Filipinas                 | 24     |
| 11      | 2008 | Doha, Catar                       | 24     |
| 12      | 2009 | Manila, Philippines               | 24     |
| 13      | 2010 | Huangshan, China                  | 24     |
| 14      | 2011 | Yakarta, Indonesia                | 24     |
| 15      | 2012 | Alma Ata, Kazajistán              | 24     |

| Edition | Year | Host City            | Events |
| ------- | ---- | -------------------- | ------ |
| 16      | 2013 | Phuket, Tailandia    | 24     |
| 17      | 2014 | Ulán Bator, Mongolia | 24     |
| 18      | 2015 | Naipyidó, Birmania   | 24     |
| 19      | 2016 | Manila, Filipinas    | 24     |
| 20      | 2017 | Taichung, Taiwán     | 24     |
| 21      | 2018 | Nueva Delhi, India   | 30     |
| 22      | 2019 | Chonburi, Tailandia  | 30     |